# Maja Montgomery
Maja Montgomery, ursprungligen Majinka Kärrberg, född 14 april 1915 i Petrograd, Ryssland, död 11 juli 2003 i Hemsjö, Alingsås kommun, var en svensk arkitekt. 
Maja Montgomery växte upp i Halmstad och utbildade sig på Kungl. Tekniska Högskolan 1935–1941. Hennes examensarbete behandlade barnträdgårdar och detta fackområde kom att följa henne längre fram i karriären. 
År 1938 gifte hon sig med officeren Carl Montgomery (1912–2004). När maken fick en kommendering i Eksjö vid Ingenjörstrupperna startade hustrun en arkitektverksamhet i staden omkring 1940. Kort efter ankomsten hyrde hon ett litet kontor nära bostaden vid Hantverkargatan. Bland de byggprojekt hon var inblandad i nämns bland annat en fabriksbyggnad i Vetlanda, barnträdgårdar i Huskvarna, ombyggnad av Trollebo gård i Lemnhults socken och militära byggnader på regementena I 12 och Ing 2.
Drygt fem år senare när maken fick en ny kommendering följde hustrun med till nästa förläggningsort. Genom bevarade handlingar i anhörigas ägo är det känt att Maja Montgomerys arkitektverksamhet var av största betydelse för familjens ekonomi och uppgifter gör gällande att hon tidvis arbetade mycket hårt, samtidigt som makarna fick två döttrar. 
När Maja Montgomery hade skaffat sin kvalificerade utbildning var det ändå makens yrke och karriärgång som styrde familjens olika val. Eftersom arkitektyrket kräver ett användbart nätverk och ett, under en längre tid uppbyggt, förtroende försvårade familjens regelbundna flyttningar hustruns verksamhet. Efter att lämnat Eksjö kom hon att arbeta på Stockholms stads parkförvaltning. Där arbetade hon med utformningen av barnträdgårdar och hon erhöll också uppdraget att dekorera staden när Gustav V fyllde 80 år. 
År 1950 erhöll maken ett förordnande i Boden där familjen bosatte sig. Maja Montgomery anställdes på Länsarkitektkontoret i Luleå där hon handhade frågor kring samer, bostäder och skolor. Hon avslutade sin yrkesbana i princip 1971. De sista åren hade hon arbetat som lärare i matematik, fysik och kemi vid Lötskolan i Sundbyberg. Som pensionär fick hon emellertid bland annat ett uppdrag att gestalta byggnader på golfbanan i Ågesta, strax söder om Stockholm. 

## Fotnoter
1. ↑  Dödsannons i Svenska Dagbladet 17 juli 2003
2. ↑  Sveriges dödbok 1901–2013